# Joachim-Hermann Scharf
Joachim-Hermann Scharf (* 7. November 1921 in Nebra (Unstrut); † 22. Juni 2014 ebenda) war ein deutscher Anatom und Biologe.

## Leben
Als Sohn eines Buch- und Kunsthändlers legte Joachim-Hermann Scharf 1940 sein Abitur an der humanistischen Klosterschule Roßleben ab. Im Jahr 1939 trat er der Nationalsozialistischen Deutschen Arbeiterpartei bei.
Nach Kriegsdienst und Verwundung begann er das Medizinstudium an der Universität Wien. Scharf beschäftigte sich bereits ab 1943 mit den Forschungen über die theoretische Biophysik von Bertalanffy.
Er wechselte an die wiedergegründete Johannes Gutenberg-Universität Mainz, die ihn am 26. Mai 1950 mit „summa cum laude“ zum Dr. med. promovierte.
Seine berufliche Werdebahn begann Scharf als Assistent bei Max Watzka in der Mainzer Anatomie. Am  21. Februar 1953 wurde er im Fach Biologie zum Dr. rer. nat. promoviert, ebenfalls mit „summa cum laude“.  Anschließend studierte er Physikochemie, Mathematik und Orientalistik. Am 3. Februar 1956 habilitierte er sich mit histochemischen Untersuchungen der Nervenfasern an der Medizinischen Fakultät in Mainz.
1956 wurden ihm Lehrstühle in Kanada, Venezuela und Jena angeboten. Er entschied sich für die Friedrich-Schiller-Universität Jena in der Deutschen Demokratischen Republik. In dieser Zeit kam es zum Kontakt mit Hermann Voss, mit dem er später gemeinsam die Zeitschrift „Acta histochemica“ herausgab. Zudem begann hier Werner Linß (späterer Ordinarius für Anatomie in Jena) seine Doktorarbeit (Thema: Histologische Untersuchungen an Papillarmuskeln junger und erwachsener Ratten und Katzen).
1959 wechselte er an die heimatliche Martin-Luther-Universität Halle-Wittenberg. Es war die letzte Berufung eines „Westdeutschen“ an eine Universität der DDR. Scharf lehnte mehrere Rufe ab und war 28 Jahre lang Direktor der Hallenser Anatomie („anatomia hallensis“), welche von Forschern wie Johann Friedrich Meckel, Hermann Welcker und Wilhelm Roux geprägt worden ist. Auch nach seiner Emeritierung in 1987 war er weiterhin im dortigen Institut tätig.

## Werk
Joachim Hermann-Scharf gilt als einer der herausragenden Anatomen des 20. Jahrhunderts.
Durch seinen Lehrer Maximilian Watzka in Mainz wurde er zu histologischen Untersuchungen an den Nervenfasern angeleitet. Zu diesem Thema hat Scharf einen Beitrag in dem von von Moellendorf und Bargmann herausgegebenen Handbuch der Mikroskopischen Anatomie verfasst und die Hauptrede im Rahmen des 1. Europäischen Anatomenkongresses in Strassburg (1960) gehalten.
Während seiner Tätigkeit an der Universität in Halle widmete sich Scharf besonders der Erforschung von (neuro-) endokrinen Drüsen.
Ungemein vielseitig gebildet, verfasste er 270 meist sehr umfangreiche Publikationen, die auch medizingeschichtliche Aspekte umfassen und sich durch Exaktheit, Geist und Sprachdisziplin auszeichnen.
Weiterhin gab Scharf insgesamt 11 Fachzeitschriften (mit-)heraus: Mikroskopie, HOMO, Acta Histochemica, Zeitschrift für mikroskopische und anatomische Forschung, Morphologisches Jahrbuch, Nova Acta Leopoldina, Zoologisches Jahrbuch, Biometrische Zeitschrift, Acta Anatomica, Biologische Rundschau und Forschung und Lehre.
Ganz wesentlich hat Scharf die Fachrichtung der „Histochemie“ als Spezialdisziplin der Anatomie, etwa durch die Verfassung von zahlreichen Nachrufen, zu prägen versucht.

## Rezeption
Zu den Schülern von Joachim-Hermann Scharf gehört u. a. Werner Linß.

## Ehrungen
- Mitglied der Deutschen Akademie der Naturforscher Leopoldina (1961)[10]
- Director Ephemeridum (1967)
- Honorary Fellow of the Royal Microscopical Society (1974)[11]
- Dr. rer. nat. h. c. der Medizinischen Akademie Posen (1975)
- Verdienst-Medaille der Leopoldina (1977)
- Mitglied der Sächsischen Akademie der Wissenschaften (1981)[12]
- Großes Bundesverdienstkreuz (2000)
- Ehrenmitglied der Leopoldina (2005)[13]
- Korrespondierendes Mitglied der Akademie der Wissenschaften und der Literatur zu Mainz
- Gauss-Plakette der Akademie der Wissenschaften der DDR
- Karl Lohmann-Medaille
- Theodor-Schwann-Medaille
- Mitglied der International Biometric Society in Washington
- Ehrenmitglied der Gesellschaften der Anatomen, Histologen und Embryologen Bulgariens, Russlands und Ungarns

## Schriften
- Sensible Ganglien. (= Handbuch der Mikroskopischen Anatomie des Menschen. Band IV). begründet von Wilhelm von Möllendorff) Berlin 1958.
- Experimentelle Voraussetzungen und theoretische Grundlagen zu einer antithyreoidalen Therapie unter Vermeidung zusätzlicher strumigener Effekte. Leipzig 1963.
- mit Johannes Adam und Helmut Enke: Methoden der statistischen Analyse in Medizin und Biologie. Berlin 1977.
- Anfänge von systematischer Anatomie und Teratologie im alten Babylon. Berlin 1988, ISBN 3-05-500481-7.
- Anfänge von systematischer Anatomie und Teratologie im alten Babylon. Berlin 1988 (= Sitzungsberichte der Sächsischen Akademie der Wissenschaften zu Leipzig, mathematisch-naturwissenschaftliche Klasse. Band 120, Heft 3).